# Корюковский район
Корю́ковский райо́н (укр. Корюківський район) — административная единица на севере Черниговской области Украины. Административный центр — город Корюковка.

## География
Площадь 1424 км².
На территории района находится озеро Авдеево.

## История
Район образован в УССР.
30 ноября 1960 Корюковский район был упразднён, а его территория разделена между Менским, Сосницким и Щорским районами. 8 декабря 1966 года район был восстановлен.
17 июля 2020 года в результате административно-территориальной реформы район был укрупнён, в его состав вошли территории:
- Корюковского района,
- Менского района,
- Сновского (Щорского) района,
- Сосницкого района.

## Население
Численность населения района в укрупнённых границах — 91,7 тыс. человек.
Численность населения района в границах до 17 июля 2020 года по состоянию на 1 января 2020 года — 25 422 человека, из них городского населения — 15 071 человек, сельского — 10 351 человек.

## Административное устройство
Район в укрупнённых границах с 17 июля 2020 года делится на 5 территориальных общин (громад), в том числе 3 городские и 2 поселковые общины (в скобках — их административные центры):
- Городские:
  - Корюковская городская община (город Корюковка),
  - Менская городская община (город Мена),
  - Сновская городская община (город Сновск);
- Поселковые:
  - Сосницкая поселковая община (пгт Сосница),
  - Холминская поселковая община (пгт Холмы).

## Исчезнувшие населённые пункты
- Золотницкое